# Pirot
Pirot (cirill betűkkel Пирот) városa az azonos nevű község székhelye Szerbiában, a Piroti körzetben.
Széchenyi István naplójában Sarköi néven említi a várost.

## Népesség
- 1948-ban 11 868 lakosa volt.
- 1953-ban 13 175 lakosa volt.
- 1961-ben 18 415 lakosa volt.
- 1971-ben 29 298 lakosa volt.
- 1981-ben 36 293 lakosa volt.
- 1991-ben 40 267 lakosa volt
- 2002-ben 40 678 lakosa volt, melyből 37 749 szerb (92,79%), 1 562 cigány, 326 bolgár, 170 jugoszláv, 60 macedón, 56 gorai, 44 horvát, 27 montenegrói, 12 albán, 9 muzulmán, 9 szlovén, 8 magyar (0,01%), 4 orosz, 2 német, 2 román, 2 ukrán, 1 bunyevác, 1 ruszin, 1 szlovák, 13 egyéb, 326 nem nyilatkozott, 3 régióbeli hovatartozású személy és 291 ismeretlen.

## A községhez tartozó települések
- Bazovik (Pirot),
- Barje Čiflik,
- Basara (Pirot),
- Bela (Pirot),
- Berilovac,
- Berovica,
- Blato (Pirot),
- Brlog,
- Velika Lukanja,
- Veliki Jovanovac,
- Veliki Suvodol,
- Veliko Selo (Pirot),
- Visočka Ržanja,
- Vlasi (Pirot),
- Vojnegovac,
- Vranište (Pirot),
- Gnjilan,
- Gornja Držina,
- Gostuša,
- Gradašnica
- Gradište (Pirot),
- Dobri Do,
- Dojkinci (Pirot),
- Držina,
- Zaskovci,
- Izvor (Pirot),
- Jalbotina,
- Jelovica (Pirot),
- Kamik,
- Koprivštica,
- Kostur,
- Krupac,
- Kumanovo (Pirot),
- Mali Jovanovac,
- Mali Suvodol,
- Milojkovac (Pirot),
- Mirkovci (Pirot),
- Nišor,
- Novi Zavoj,
- Obrenovac (Pirot),
- Oreovica
- Orlja,
- Osmakova,
- Pakleštica,
- Pasjač,
- Petrovac (Pirot),
- Planinica (Pirot),
- Pokrevenik (Pirot),
- Poljska Ržanja,
- Ponor (Pirot),
- Prisjan,
- Ragodeš,
- Rasnica (Pirot)
- Rosomač,
- Rsovci,
- Rudinje,
- Sinja Glava,
- Slavinja,
- Sopot (Pirot)
- Srećkovac,
- Staničenje
- Sukovo (Pirot),
- Temska,
- Topli Do,
- Trnjana,
- Cerev Del,
- Cerova
- Crvenčevo,
- Crnoklište,
- Činiglavci,
- Šugrin